# Juliette Mayniel
Juliette Mayniel (ur. 22 stycznia 1936 w Saint-Hippolyte, zm. 21 lipca 2023 w San Miguel de Allende) – francuska aktorka filmowa i telewizyjna. Wystąpiła w blisko 40 filmach i serialach telewizyjnych. 

## Życiorys
Popularność zyskała główną rolą w nowofalowym filmie Kuzyni (1959) Claude'a Chabrola. Zagrała również w Oczach bez twarzy (1960) Georges'a Franju. Laureatka Srebrnego Niedźwiedzia dla najlepszej aktorki na 10. MFF w Berlinie za rolę w filmie Kiermasz (1960) Wolfganga Staudtego.
W latach 1964–68 związana z aktorem Vittorio Gassmanem, z którym miała syna Alessandro (ur. 1965).